# Steven Mead

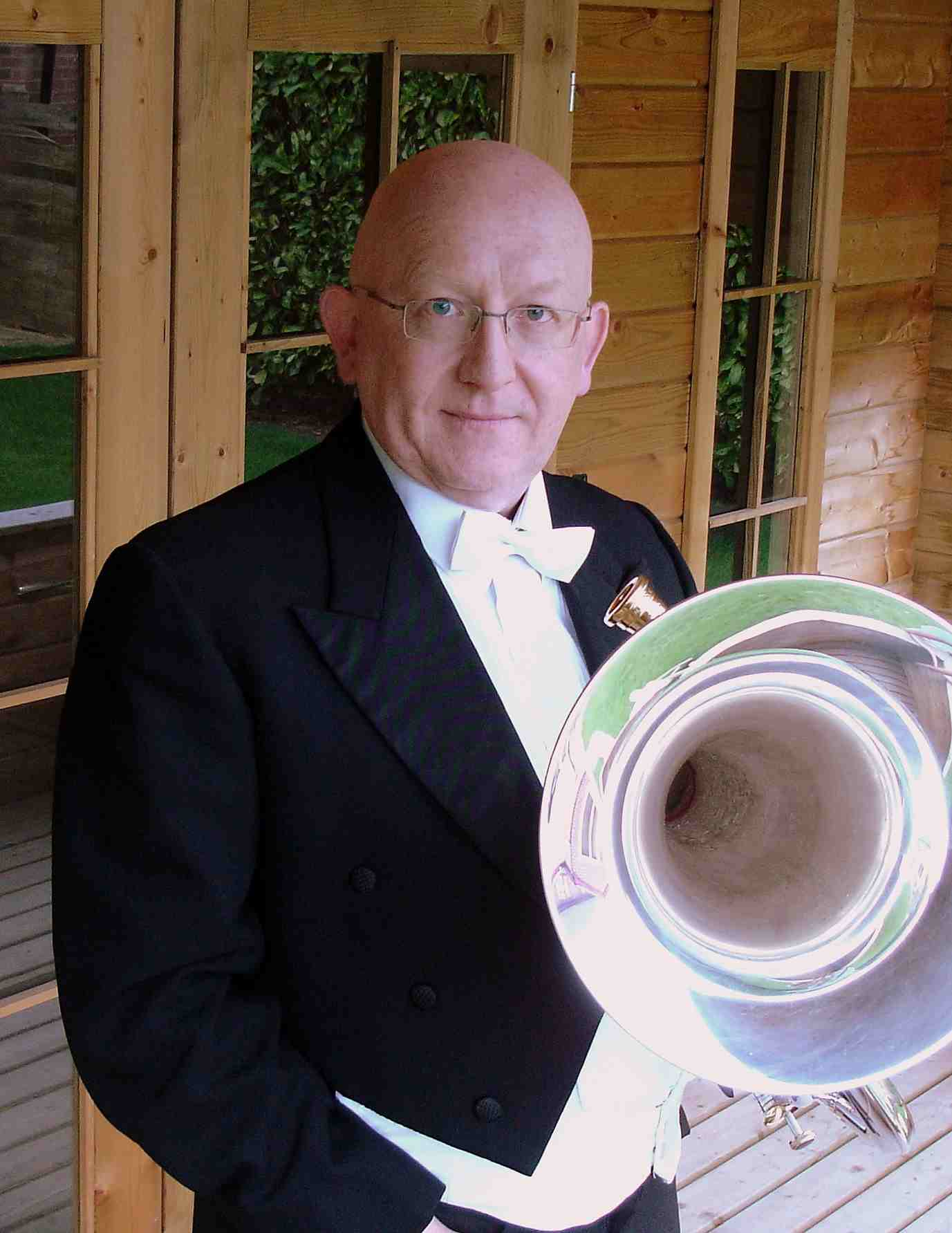
Steven Mead mit Euphonium

Steven Mead (* 1962 in Bournemouth) ist ein britischer Euphoniumspieler.
Er lebt mit seiner Frau und zwei Kindern in Mittelengland. 1982 schloss er sein Studium an der Universität von Bristol ab. Er besuchte auch die wichtigsten Konservatorien in Tokio, Moskau, Brüssel, Valencia und Oslo.
Seine Karriere begann mit zwei Fernsehauftritten. Seitdem hatte er diverse Erfolge, wie zum Beispiel jeweils zweimal den Sieg des „BBC Best of Brass“-Wettbewerbs 1983 und 1985 sowie des „Euphonium Player of the Year Award“ 1983 und 1986. Er gründete 1991 das British Tuba Quartett mit zwei Tuben und zwei Euphonien.